# راسيل عثمان
راسيل عثمان (بالإنجليزية: Russell Osman)‏ (14 فبراير 1959 في المملكة المتحدة - ) هو مدرب كرة قدم ولاعب كرة قدم بريطاني في مركز الدفاع. شارك مع منتخب إنجلترا تحت 21 سنة لكرة القدم ومنتخب إنجلترا لكرة القدم الرديف ومنتخب إنجلترا لكرة القدم. أما مع النوادي، فقد لعب مع إيبسويتش تاون وبرايتون أند هوف ألبيون وكارديف سيتي وليستر سيتي ونادي بريستول سيتي ونادي بليموث أرجايل ونادي ساوثهامبتون وSudbury Town F.C. ‏.

## مسيرته الكروية
لعب راسيل عثمان خلال مسيرته الاحترافية مع 7 أندية في اثنين وعشرين موسمًا وسجل خلالها 34 هدفًا ضمن 595 مباراة. حيث فاز في موسم واحد بالكأس ولم يفز بأي دوري.
خاض راسيل عثمان مسيرته مع نادي إيبسويتش تاون في موسم 1977–78 ليلعب معه ثمانية مواسم، مشاركًا في 294 مباراة سجل خلالها 17 هدفًا. ثم انتقل إلى نادي ليستر سيتي في موسم 1985–86 واستمر معه طيلة ثلاثة مواسم، حيث شارك في 108 مباراة سجل خلالها 8 أهداف. لينتقل بعدها إلى نادي ساوثهامبتون في موسم 1988–89 ليلعب معه أربعة مواسم، مشاركًا في 96 مباراة سجل خلالها 6 أهداف. ثم انتقل إلى نادي بريستول سيتي في موسم 1991–92 ليلعب معه أربعة مواسم، مشاركًا في 70 مباراة سجل خلالها 3 أهداف. هذا وانتقل لاحقًا إلى نادي كارديف سيتي في موسم 1995–96 لمدة موسم واحد، مشاركًا في 15 مباراة ولم يسجل أي هدف.

## وصلات خارجية
- راسيل عثمان على موقع IMDb (الإنجليزية)
- راسيل عثمان على موقع ألو سيني (الفرنسية)
- راسيل عثمان على موقع قاعدة بيانات الأفلام السويدية (السويدية)
- راسيل عثمان على موقع قاعدة بيانات الفيلم (الإنجليزية)
- راسيل عثمان على موقع كينوبويسك (الروسية)

- راسيل عثمان على موقع قاعدة بيانات كرة القدم.إي يو (الإنجليزية)
- راسيل عثمان على موقع ناشيونال فوتبول تيمز (الإنجليزية)
- راسيل عثمان على موقع Soccerbase.com (مدرب) (الإنجليزية)